# Валери Йорданов
Валери Йорданов е български театрален и филмов актьор и режисьор.

## Биография
Роден и израснал в гр. София, свързва детството си с плевенското село Горник – родителите му са северняци. Завършва в НАТФИЗ /АМ, с магистърска степен/ през 1996 г., в класа на проф. Ст Данаилов, проф. И. Добрев, проф. Ив. Христов и Ив. Налбантов. Играе в трупите на т-р „Българска армия“, т-р „Сълза и Смях“, т-р „Сфумато“,, „Младежки театър“ и др. От 2004 г. играе в Народния театър „Иван Вазов“. Участва и в постановките „Алхимикът“ от Паулу Коелю и „Заешка дупка“ от Дейвид Линдзи – Абер в Театър 199.
Театрални роли в пиесите: „Апокриф“, Сънят на Одисей", „Йестърдей“, „Алхимикът“, „Френският квартал“, „Хъшове“, „Крал Лир“, „Дон Жуан“, „С любовта шега не бива“, „Ничия земя“, „Солунските съзаклятници“, „Смъртта на търговския пътник“, „Иванов“, „Опит за летене“, „Караконджул“ /моно-спектакъл/ и други.
Играе в най-популярните съвременни български филми, сред които „Изкуството да падаш“ (2022), „Войвода“ (2016), „Омбре“ (2015), „Вяра, любов и уйски“ (2013), „Кецове“ (2011) ,"Раци" (2009), „Хъшове“ (2009). „Откраднати очи“ (2004), „Капанът“ (2003), „Едно пътуване до хоризонта“, „Емигранти“ (2002),  „Хайка за вълци“ (2000) и други.
През 2005 г. е награден с „Аскеер“ за водеща мъжка роля, за ролята на Бръчков в „Хъшове“ по Иван Вазов, режисьор Алексанъдр Морфов, Народен театър „Иван Вазов“.
През 2009 г. Йорданов пише сценария и прави своя режисьорски дебют, заедно с Иван Владимиров, с филма „Кецове“. Филмът му е избран на фестивалите в Карлови Вари, Манхайм и награден на Московския филмов фестивал. Избран е от Европейската филмова академия и е българското предложение за „Оскар“ за 2012 г. През 2014 г. получава своя втори „Аскеер“, този път за поддържаща мъжка роля, за ролята на Хауи в „Заешка дупка“ от Дейвид Линдзи-Абер, постановка Ивайло Христов, Театър 199 „Валентин Стойчев“.
Изявява се като драматург: „Ловни истории“, „Дивите“, „Караконджул“. Като сценарист : филимите „Кецове“ , „Шекспир като улично куче“. Като писател: „Гризачи“ - номинирана за "Най-успешен Дебют" от Литературен Клуб "Перото".https://stolica.bg/kultura/ndk-obyavi-nominatsiite-za-literaturnite-nagradi-peroto
През 2017 г. става носител на награда „Икар“ за водеща мъжка роля за Нино в „Ничия земя“ по филмовия сценарий на Данис Танович,  реж. Стоян Радев, Народен театър „Иван Вазов“. През 2021 г. получава своя втори „Икар“ за водеща мъжка роля в „Караконджул“ по текстове на Н. Хайтов и по свои текстове /от "Дивите" и „Ловни истории“/ . Реж. Стоян Радев, Народен театър „Иван Вазов“.
През 2022 г. вторият му филм, като режисьор и сценарист „Шекспир като улично куче“ печели 6 награди на фестивала „Златна Роза“, включително и за най-добър сценарий и режисура. През 2022 г. издателство Colibri издава и книгата му „Гризачи“ / https://www.colibri.bg/knigi/2170/valeri-jordanov-grizachi Архив на оригинала от 2023-06-07 в Wayback Machine. / Книгата му е Номинирана за "Най-добър дебют" от Литературен клуб "Перото" https://stolica.bg/kultura/ndk-obyavi-nominatsiite-za-literaturnite-nagradi-peroto

### Семейство
Валери Йорданов има 3 деца. Йована и Яна Йорданови /предишен брак/ и Йордан Йорданов (2023) съвместно с д-р Неделина Куртелова.

## Филмография
- „Шекспир като улично куче“ (2022) – сц. и реж. Валери Йорданов
- „Търсач на вятъра“ (2022) – реж. Михай Софронеа
- „Изкуството да падаш“ (2022) – реж. О. Милчев
- „Сърцето на машината“ (2022) – реж. Мартин Макариев
- „Късата клечка“ – реж. Д. Петков
- „Пипнах те“ – реж. Ст. Дойчинова
- „Ани“ (2018)
- „Дяволското гърло“ (2017) – Манол Попнеделчев (Попето)
- „Воевода“ (2016) – Стоян Ковача – реж. Зорница-София
- „Връзки“ (сериал 2015 – 2016) – Александър – реж. В. Божинов и Д. Димитров
- „Омбре“ (2015) – Ангел – реж. Захари Паунов
- „Зевс“ (2015) – Васил – реж. Павел Веснаков
- „Досието Петров“ (2015) – реж. Георги Балабанов
- „Кучета“ (2015) – Леноид
- „Вяра, любов и уиски“ (2013) – Вал – реж. Кристина Николова
- „Дървото на живота“ (сериал 2013 – 2014) – Танчо
- „Код – червено“ (2013) – реж. Валери Милев
- „Парафиненият принц“ (2012) – Ферти – реж. Павел Веснаков
- „Кецове“ (2011) – Сивия (сцен. и реж. Валери Йорданов, сърежисура с Иван Владимиров)
- „Хъшове“ (2009) – Бръчков
- „Раци“ (2009) – реж. Иван Черкелов
- „Китайска съпруга“ (2007)
- „HitMan“ (2007) – реж. Хавиер Генс
- „La masseria delle allodole“ (2007) – реж. Паоло и Виторио Тавиани
- Приятелите ме наричат Чичо (тв, 2006) – реж. Ивайло Христов
- „Разследване“ (2006) – реж. Иглика Трифонова
- „Едно пътуване до хоризонта“ (2005) – Сашо
- „Откраднати очи“ (2004) – Иван
- „Дон Ниоки“ (2004) – Балерини
- „Изпепеляване“ (2004) – старшина в лагера
- „Капан“ – Джак, убиецът на любовника на Мария
- „Пехотинци“ (2003) – руски войик
- „Емигранти“ (2002) – реж. Ив Христов и Л. Тодоров
- „Хайка за вълци“ (2000), 6 серии – Койчо, синът на Жендо
- „Клиника на третия етаж“ (1999, 2000, 2010), 35 серии – Гого (в 1 серия: XVI)
- „Големите игри“ (1999), 10 серии – Ангел – реж. Ив. Гръбчева
- „BG – Невероятни разкази за един съвременен българин“ (1996) – реж. Г. Дюлгеров
- „Трака – трак“ (1995) – Жана
- „Вълкадин говори с Бога“ (1995)
- и други...

## Награди
„Златна роза“ и специален Диплом на „ФИПРЕСИ“ от „София Филм Фест“ за ролята си в „Емигранти“ на Ив. Христов и Л. Тодоров, Награда на Министерството на културата за популяризиране и развитие на българската култура – 2005 г. и награда Най-добър млад актьор за 2004 г. от фондация „Иван Димов“. Наградата на Съюза на българските филмови дейци за „Най-добър актьор“ – 2009 г. и наградите на журито и „Бодлив поглед в киното“ на Московския филмов фестивал за филма „Кецове“. През 2022 г. филмът му „Шекспир като улично куче“ получава 6 награди „Златна Роза“, включително и за сценарий, режисура, наградата на СБДФ и наградата на град Варна.
- Награда „Аскеер“ за водеща мъжка роля (2005)
- Награда „Аскеер“ за поддържаща мъжка роля (2014)
- Награда „Икар“ за водеща мъжка роля (2017)
- Награда „Икар“ за водеща мъжка роля (2021)